# 12509 Патак
12509 Патак (12509 Pathak) — астероїд головного поясу, відкритий 31 березня 1998 року.
Тіссеранів параметр щодо Юпітера — 3,564.